# Цорн, Павел Иванович
Па́вел Ива́нович Цорн (1777—1829) — русский генерал-лейтенант, писатель.

## История
Павел Иванович Цорн, сын отставного секунд-майора русской службы, переселившегося в Россию из Дармштадта Германо-римской империи, родился 27 июня 1777 года. Воспитание получил в инженерном и артиллерийском кадетском корпусе, откуда в 1793 году был выпущен в чине подпоручик в Тверской карабинерный полк.
Затем был переведён в Кирасирский Наследника Цесаревича полк. в котором прежде служил и его отец — Иван Цорн. 19 июня 1795 года Павел Цорн получил чин поручик, а в следующем году (2-го июля) получил чин ротмистр, и 17-го ноября того же 1796 года только что вступившим на престол Всероссийским императором Павлом переведен был в Лейб-гвардии конный полк.
В Лейб-гвардейском конном полку 2 мая 1797 года получил чин полковник, а 20 августа 1798 года был назначен, с чином генерал-майора, шефом Кирасирского своего имени полка, в впоследствии Тверской драгунский полк. 
В январе 1800 года был назначен инспектором кавалерии литовской инспекции, но уже в следующем году вышел в отставку, и до 1813 года числился при Герольдии. В 1813 году П. И. Цорн снова был принят в военную службу и командовал 3-м кавалерийским корпусом Резервной армии. Позже, состоя по кавалерии, был Вологодским предводителем дворянства.

## Труды
Его труды:
- «Новый российский опытный коновод, совершенный кавалерист, знаток, ездок, охотник и заводчик, собранный из лучших авторов, с собственными примечаниями»,  М., 1809;
- «Российский опытный коновал, совершенный кавалерист, знаток, ездок, охотник и заводчик, собранный из лучших авторов, с собственными примечаниями, М., 1815;
- «Послание к юным защитникам Отечества в апреле месяце 1812 года», СПб.., 1816.

В 1823 году П. И. Цорн издавал в Москве «Еженедельник для охотников до лошадей», в 1824—1825 годах называвшийся: «Записки для охотников до лошадей», в 1826 году — «Записки для охотников до лошадей и конюшенного порядка», а в 1827 году — «Записки для охотников до лошадей, содержащие в себе конюшенный порядок». Цорн поместил в своём журнале много статей но иппологии, ветеринарии и тому подобное. Журнал Цорна имел большое, по тому времени, количество подписчиков.

## Семья
Жена: Елизавета Михайловна Малова (1779—1826), у них было пять детей, из них сыновья — Константин и Николай.